# سرتشول (قلعة خواجة)
سرتشول (بالفارسية: سرچول) هي منطقة سكنية تقع في إيران في قسم قلعة خواجة الريفي. يقدر عدد سكانها بـ 125 نسمة بحسب إحصاء 2016.